# 吕德斯哈根
吕德斯哈根是德国梅克伦堡-前波莫瑞州的一个市镇。总面积13.93平方公里，总人口580人，其中男性285人，女性295人（2011年12月31日），人口密度42人/平方公里。